# Festival de la Cançó d'Eurovisió 1990
El XXXV Festival de la Cançó d'Eurovisió fou retransmès el 5 de maig de 1990 en Zagreb, Iugoslàvia. Els presentadors van ser Helga Vlahović i Oliver Mlakar, i la victòria va ser per al representant d'Itàlia, Toto Cutugno amb la cançó "Insieme: 1992".

## Final

Països participants.
Països que hi van participar al passat però no el 1990.

| Núm. | País                | Intèrpret(s)                 | Cançó                                | Posició | Pts |
| ---- | ------------------- | ---------------------------- | ------------------------------------ | ------- | --- |
| 01   | Espanya             | Azúcar Moreno                | Bandido                              | 5       | 96  |
| 02   | Regne Unit          | Emma                         | Give a Little Love Back to the World | 6       | 87  |
| 03   | Israel              | Rita                         | Shara barkhovot                      | 18      | 16  |
| 04   | Bèlgica             | Philippe Lafontaine          | Macédomienne                         | 12      | 46  |
| 05   | Dinamarca           | Lonnie Devantier             | Hallo, hallo                         | 8       | 64  |
| 06   | Grècia              | Christos Callow              | Horis skopo                          | 19      | 11  |
| 07   | França              | Joëlle Ursull                | White and Black Blues                | 2       | 132 |
| 08   | Turquia             | Kayahan                      | Gözlerinin hapsindeyim               | 17      | 21  |
| 09   | Suècia              | Edin-Ådahl                   | Som en vind                          | 16      | 24  |
| 10   | Finlàndia           | Beat                         | Fri?                                 | 21      | 8   |
| 11   | Luxemburg           | Céline Carzo                 | Quand je te rêve                     | 13      | 38  |
| 12   | Suïssa              | Egon Egemann                 | Musik klingt in die Welt hinaus      | 11      | 51  |
| 13   | Itàlia              | Toto Cutugno                 | Insieme: 1992                        | 1       | 149 |
| 14   | Iugoslàvia          | Tajči                        | Hajde da ludujemo                    | 7       | 81  |
| 15   | Noruega             | Ketil Stokkan                | Brandenburger Tor                    | 21      | 8   |
| 16   | Irlanda             | Liam Reilly                  | Somewhere in Europe                  | 2       | 132 |
| 17   | Islàndia            | Stjórnin                     | Eitt lag enn                         | 4       | 124 |
| 18   | Àustria             | Simone Stelzer               | Keine Mauern mehr                    | 10      | 58  |
| 19   | Alemanya Occidental | Chris Kempers i Daniel Kovac | Frei zu leben                        | 9       | 60  |
| 20   | Països Baixos       | Maywood                      | Ik wil alles met je delen            | 15      | 25  |
| 21   | Xipre               | Haris Anastasiou             | Milas poli                           | 14      | 36  |
| 22   | Portugal            | Nucha                        | Há sempre alguém                     | 20      | 9   |